# 远山直廉
远山直廉（日语：／ Toyama Naokado */?，？—1572年6月28日）是日本战国时代至安土桃山时代的武将。为美浓国东部惠那郡的国人众，苗木远山氏当主，苗木城主。

## 经历
远山氏本为东美浓远山庄的地头，在室町时代（足利幕府时期）是美浓守护土岐氏的属下。但在应仁之乱期间，由于受到信浓国的小笠原氏和木曾氏的进攻，土岐氏在美浓的势力衰退了。就因为如此，各地的国人众都乘机崛起，并修筑起城堡，以此来抵御四周外敌的进攻。远山氏也乘机崛起，以岩村城为中心四处发展势力。
远山直廉为岩村城主远山景前（一说为景友）的儿子（次子或三子），他的哥哥远山景任（一说为景前）为日后的岩村城主。1552年（天文二十一年），直廉被过继到断绝了的苗木远山氏（远山七头之一），成为家主远山景德的养子，并继承了苗木远山氏。他在手贺野（现在的岐阜县中津川市手贺野）建造了馆，后来又将高森山砦扩张成苗木城，成为了苗木城主。
当时，由于土岐氏重臣斋藤道三的下克上，美浓的控制权落入到斋藤氏的手中，而远山氏此时也暂时从属于斋藤家。此时通过一系列武力扩张，已经基本统一南信浓（信浓侵攻）的甲斐武田氏开始向西进军，并于1554年（天文二十三年）控制了南信浓与美浓边境的伊那郡，于1555年（弘治元年）又进攻东美浓并占领了远山氏之领土，远山家通过远江国众天野景泰从属于武田氏。1557年（弘治二年）七月，远山景前病逝，远山家爆发了继承人之争，家臣请求武田晴信（武田信玄）来出兵裁定。最后由远山景任成为家主。此后，远山氏向武田氏送去了人质。远山氏又依此来压迫斋藤氏，从而将领地扩展至尾张国边境，与织田氏的领地接壤。
远山直廉又通称作苗木勘太郎，在1560年（永禄三年）的桶狭间之战中，他以苗木勘太郎的名义加入织田氏一方，为织田氏而战。但是，在后世也有认为此人为另一个人的异说。苗木勘太郎后来娶了统一了尾张国的织田信长的妹妹（即苗木勘太郎室）。
因此，远山氏事实上从属于武田氏、织田氏两大势力，并通过大圆寺、安国寺、政秀寺等寺庙的外交僧，斡旋于武田氏、织田氏之间。
武田氏和织田氏在永禄年间有着友好的关系（甲尾同盟），据《甲阳军鉴》记载，1565年（永禄八年）左右，信长把苗木勘太郎的独生女（龙胜院）收为养女，嫁给信玄庶子诹访胜赖（武田胜赖）为正室。一般认为这是直廉之子。

永禄12年(1569年)，直廉跟随武田信玄参与骏河侵攻。1572年（元龟三年），直廉又受信玄的命令，和远山景任一起进攻飞驒国益田郡，和暗中受织田信长帮助的三木氏战斗，并烧毁了大威德寺。因当时所受的箭伤，在回到苗木城后去世。
由于直廉没有男性继承人，苗木远山氏再度断绝，织田信长把苗木城城主之位传给饭羽间远山氏的远山友胜 。

## 别名
远山直廉为武田信玄的书信中联署人“远山左卫门尉、左近助”的当中的后者（即“左近助”）。在直廉生前记载其名字的唯一史料，是1569年（永禄十二年）六月的《广惠寺制札》。
在《高森根元记》中，有一种说法认为直廉与于1569年（永禄十二年）去世的苗木城主远山正廉是同一个人。另外，如上所述，也有说法将苗木勘太郎和直廉看作同一人，日本历史学家谷口克广即采用了这种说法。此外，也有其他说法称苗木勘太郎为远山友胜或远山友忠。

### 文献
- 国立国会図書館デジタルコレクション, , 加藤護一  (编), , 恵那郡教育会: 142–143, 1926  [2019-12-07], （原始内容存档于2019-12-07）
- 平山优, , 歴史群像デジタルアーカイブス＜武田信玄と戦国時代＞ Kindle, 学研, 2015ASIN B00TEY0062
- 平山优, , 歴史群像デジタルアーカイブス＜織田信長と戦国時代＞ Kindle, 学研, 2015ASIN B00TEY00O4

### 脚注
1. 1 2  加藤護一 1926，p.152
2. ↑   其为直廉之兄，为苗木氏养子，早逝，无后。
3. ↑  堀田正敦, 国立国会図書館デジタルコレクション, , 國民圖書: 95, 1923年  [2019-12-06], （原始内容存档于2019-12-06）
4. 1 2  远山友胜一说为直廉亲戚，又说为直廉之弟。于《宽政重修诸家谱》中，其亦被作为远山左近某之子。[3]
5. ↑  景前を直廉の兄とする説もある。景前と景任の史料における混同があるため。
6. 1 2 3 4 5 6  平山 2015，p.12
7. 1 2  平山 2015，p.9
8. 1 2  苗木勘太郎は、友勝あるいはその子の友忠（日语：遠山友忠）とする説もあり、龍勝院の父をそちらにする説もある。
9. ↑  元亀3年冬の武田氏による織田領への侵攻（西上作戦）は、信玄が指名した景任の病死を機にその後継者を信長の子織田勝長としようとしたことから起こった、遠山氏の後継問題に端を発している。
10. ↑  西ヶ谷恭弘, , 東京堂出版: 249, 2000, ISBN 4490105509
11. ↑  「苗木伝記」
12. ↑  「遠山家家譜」
13. ↑  还有说法认为大威德寺之战（日语：大威徳寺の戦い）发生于1545年（天文十四年）[11]或1556年（弘治二年）[12]或1569年（永禄十二年）
14. ↑  加藤護一 1926，p.154
15. ↑  藏于中津川市苗木遠山史料館
16. ↑  『高野山過去帳』
17. ↑  『遠山家系図』
18. ↑  谷口克広; 高木昭作（日语：高木昭作）（監修）, , 吉川弘文館: 268, 1995, ISBN 4642027432

## 外部連結
- 远山正廉 （页面存档备份，存于）